# Fabian Sporkslede
Fabian Sporkslede (Amstelveen, 3 augustus 1993) is een Nederlands voetballer die doorgaans als rechtsback speelt.

## Clubcarrière

### AFC Ajax
Fabian Sporkslede begon zijn voetbalcarrière bij AZ, waar hij een aantal seizoenen in de jeugdopleiding speelde, voor hij in 2007 de overstap naar AFC Ajax maakte. Op 26 september 2012 maakte Sporkslede zijn debuut voor Ajax, in een uitwedstrijd tegen FC Utrecht (0-3 winst) voor de KNVB Beker. 3 dagen na zijn debuut tegen FC Utrecht maakte hij zijn competitiedebuut voor Ajax. Sporkslede kwam in de 87ste minuut in de ploeg voor Ryan Babel in de 1-0 gewonnen thuiswedstrijd tegen FC Twente. Op 3 oktober 2012 heeft Fabian zijn Europese debuut gemaakt voor Ajax in de Champions League thuiswedstrijd tegen Real Madrid CF die werd verloren met 1-4. Tijdens zijn tweede wedstrijd in de competitie viel hij in en scoorde in eigen doel tegen FC Utrecht op 7 oktober 2012 (uitslag 1-1).
Tijdens het seizoen 2013/14 behoorde Sporkslede tot de selectie van Jong Ajax die zijn toegetreden tot de Jupiler League. In speelronde 1 maakte Sporkslede zijn eerste minuten voor Jong Ajax in de Jupiler League, thuis in de wedstrijd tegen FC Emmen die met 2-0 werd gewonnen verving Sporkslede in de 89e minuut Joël Veltman. Op 3 september 2013 scoorde Sporsklede in speelronde 6 uit een penalty zijn eerste doelpunt voor Jong Ajax in de uitwedstrijd tegen Jong PSV (4-2 winst). Op 30 september in het duel met FC Volendam moest Fabian Sporkslede het veld verlaten met een rode kaart na een tackle, waarbij hij zelf een beenbreuk opliep.

### Verhuur aan Willem II
Op 11 juli 2014 werd bekendgemaakt dat Willem II Sporkslede voor één seizoen zou huren van Ajax. Hij maakte op 13 september 2014 zijn debuut voor de club in een met 2-1 gewonnen wedstrijd tegen Feyenoord. Sporkslede verving daarin in de 71e minuut Terell Ondaan. Dat bleef zijn enige optreden in de competitie. Mede door blessures slaagde Sporkslede er niet in om een basisplaats te veroveren bij Willem II. In januari 2015 ontbond Willem II de verhuurovereenkomst. Hij keerde hierop terug naar Ajax, waar hij aansloot bij de selectie van Jong Ajax. Sporkslede maakte vervolgens het seizoen af bij Jong Ajax waarvoor hij nog 15 maal in actie kwam en 1 keer scoorde. Begin mei 2015 werd bekendgemaakt dat zijn aflopende contract bij Ajax niet zou worden verlengd en hij dus transfervrij is na afloop van het seizoen.

### Chievo Verona
Na zijn vertrek bij Ajax trainde Sporkslede eerst mee met zijn oude club AZ en vanaf de herfst met Chievo Verona. Daar tekende hij in januari 2016 een contract. Chievo verhuurde hem direct aan AS Lupa Castelli Romani, op dat moment hekkensluiter in de Lega Pro, het derde niveau in Italië. Sporkslede kwam tot twee wedstrijden voor de club, waarmee hij aan het eind van het seizoen degradeerde naar de Serie D.

### NAC Breda
Eind juli 2016 keerde Sporkslede na een half jaar alweer terug in Nederland. Op 23 juli 2016 tekende hij een contract tot de zomer van 2019 bij NAC Breda. Op 5 augustus 2016 maakte hij zijn officiële debuut voor NAC in een competitiewedstrijd tegen Jong FC Utrecht. NAC won deze wedstrijd die in Breda werd gespeeld met 4-1. Sporkslede speelde de volledige 90 minuten. Hij promoveerde met NAC Breda naar de Eredivisie waar hij in het seizoen 2017/2018 uitgroeide tot vaste kracht met een basisplaats als rechtsback. In 2019 degradeerde hij met NAC Breda.

### RKC Waalwijk en Dinamo Tbilisi
Eind september 2019 sloot hij aan bij RKC Waalwijk, waar hij tot juni 2020 tekende. Nadat hij een half jaar zonder club zat, verbond hij zich in januari 2021 aan het Georgische Dinamo Tbilisi. In januari 2022 ging hij in Israël voor Ihoud Bnei Sachnin spelen.

## Carrièrestatistieken
Beloften
| Seizoen | Club      |                    | Competitie     | Competitie | Competitie |
| Seizoen | Club      | Wed.               | Competitie     | Dlp.       |            |
| ------- | --------- | ------------------ | -------------- | ---------- | ---------- |
| 2013/14 | Jong Ajax | Vlag van Nederland | Eerste divisie | 9          | 1          |
| 2014/15 | Jong Ajax | Vlag van Nederland | Eerste divisie | 15         | 1          |
| Totaal  | Totaal    | Totaal             | Totaal         | 24         | 2          |

Senioren
| Seizoen         | Club                             |                    | Competitie      | Competitie | Competitie | Beker | Beker | Internationaal | Internationaal | Overig | Overig | Totaal | Totaal |
| Seizoen         | Club                             | Wed.               | Competitie      | Dlp.       | Wed.       | Dlp.  | Wed.  | Dlp.           | Wed.           | Dlp.   | Wed.   | Dlp.   |        |
| --------------- | -------------------------------- | ------------------ | --------------- | ---------- | ---------- | ----- | ----- | -------------- | -------------- | ------ | ------ | ------ | ------ |
| 2012/13         | Ajax                             | Vlag van Nederland | Eredivisie      | 2          | 0          | 1     | 0     | 1              | 0              | 0      | 0      | 4      | 0      |
| 2013/14         | Ajax                             | Vlag van Nederland | Eredivisie      | 0          | 0          | 0     | 0     | 0              | 0              | 0      | 0      | 0      | 0      |
| Club totaal     | Club totaal                      | Club totaal        | Club totaal     | 2          | 0          | 1     | 0     | 1              | 0              | 0      | 0      | 4      | 0      |
| 2014/15         | → Willem II (huur)               | Vlag van Nederland | Eredivisie      | 1          | 0          | 1     | 0     | —              | —              | —      | —      | 2      | 0      |
| Club totaal     | Club totaal                      | Club totaal        | Club totaal     | 1          | 0          | 1     | 0     | 0              | 0              | 0      | 0      | 2      | 0      |
| 2015/16         | → AS Lupa Castelli Romani (huur) | Vlag van Italië    | Lega Pro        | 2          | 0          | 0     | 0     | —              | —              | —      | —      | 2      | 0      |
| Club totaal     | Club totaal                      | Club totaal        | Club totaal     | 2          | 0          | 0     | 0     | 0              | 0              | 0      | 0      | 2      | 0      |
| 2016/17         | NAC Breda                        | Vlag van Nederland | Eerste divisie  | 30         | 0          | 1     | 0     | —              | —              | —      | —      | 31     | 0      |
| 2017/18         | NAC Breda                        | Vlag van Nederland | Eredivisie      | 22         | 0          | 0     | 0     | —              | —              | —      | —      | 22     | 0      |
| 2018/19         | NAC Breda                        | Vlag van Nederland | Eredivisie      | 13         | 0          | 0     | 0     | —              | —              | —      | —      | 13     | 0      |
| Club totaal     | Club totaal                      | Club totaal        | Club totaal     | 65         | 0          | 1     | 0     | 0              | 0              | 0      | 0      | 66     | 0      |
| 2019/20         | RKC Waalwijk                     | Vlag van Nederland | Eredivisie      | 6          | 0          | 1     | 0     | 0              | 0              | 0      | 0      | 7      | 0      |
| Club totaal     | Club totaal                      | Club totaal        | Club totaal     | 6          | 0          | 1     | 0     | 0              | 0              | 0      | 0      | 7      | 0      |
| 2020/21         | Dinamo Tbilisi                   | Georgië            | Erovnuli Liga   | 17         | 1          | 0     | 0     | 0              | 0              | 0      | 0      | 17     | 1      |
| 2021/22         | Dinamo Tbilisi                   | Georgië            | Erovnuli Liga   | 0          | 0          | 0     | 0     | 1              | 0              | 0      | 0      | 1      | 0      |
| Carrière totaal | Carrière totaal                  | Carrière totaal    | Carrière totaal | 93         | 1          | 4     | 0     | 2              | 0              | 0      | 0      | 99     | 1      |

Bijgewerkt tot/en met 9 juli 2021.

## Interlandcarrière
Jeugelftallen
Sporkslede begon zijn loopbaan als jeugdinternational in 2007 bij Nederland onder 15 jaar. Hij kwam vervolgens voor alle jeugdelftallen uit.
| Jeugdinterlands van Fabian Sporkslede | Jeugdinterlands van Fabian Sporkslede | Jeugdinterlands van Fabian Sporkslede | Jeugdinterlands van Fabian Sporkslede | Jeugdinterlands van Fabian Sporkslede | Jeugdinterlands van Fabian Sporkslede |
| Team (№ interlands)                   | Datum                                 | Wedstrijd                             | Uitslag                               | Soort Wedstrijd                       | Doelpunten                            |
| Als speler bij Ajax                   | Als speler bij Ajax                   | Als speler bij Ajax                   | Als speler bij Ajax                   | Als speler bij Ajax                   | Als speler bij Ajax                   |
| ------------------------------------- | ------------------------------------- | ------------------------------------- | ------------------------------------- | ------------------------------------- | ------------------------------------- |
| Onder 15 (1.)                         | 21 november 2007                      | Nederland – Slowakije                 | 0 – 0                                 | Vriendschappelijk                     |                                       |
| Onder 15 (2.)                         | 11 maart 2008                         | Nederland – België                    | 4 – 2                                 | Vriendschappelijk                     |                                       |
| Onder 15 (3.)                         | 15 april 2008                         | Nederland – Zwitserland               | 0 – 2                                 | Vriendschappelijk                     |                                       |
| Onder 15 (4.)                         | 17 april 2008                         | Nederland – Zwitserland               | 0 – 0                                 | Vriendschappelijk                     |                                       |
| Onder 16 (1.)                         | 10 februari 2008                      | Nederland – Oekraïne                  | 3 – 1                                 | Vriendschappelijk                     |                                       |
| Onder 16 (2.)                         | 12 februari 2008                      | Nederland – Oekraïne                  | 2 – 0                                 | Vriendschappelijk                     |                                       |
| Onder 17 (1.)                         | 24 maart 2009                         | Nederland – Kroatië                   | 3 – 0                                 | EK-kwalificatie '10                   |                                       |
| Onder 17 (2.)                         | 22 september 2009                     | Frankrijk – Nederland                 | 1 – 0                                 | Vriendschappelijk                     |                                       |
| Onder 17 (3.)                         | 22 oktober 2009                       | Nederland – Andorra                   | 4 – 0                                 | EK-kwalificatie '10                   | 47'                                   |
| Onder 17 (4.)                         | 24 oktober 2009                       | Nederland – Malta                     | 1 – 2                                 | EK-kwalificatie '10                   |                                       |
| Onder 17 (5.)                         | 4 februari 2010                       | Noorwegen – Nederland                 | 0 – 2                                 | La Manga '10                          |                                       |
| Onder 17 (6.)                         | 8 februari 2010                       | Denemarken – Nederland                | 2 – 1                                 | La Manga '10                          |                                       |
| Onder 17 (7.)                         | 3 maart 2010                          | Nederland – Griekenland               | 2 – 0                                 | Vriendschappelijk                     |                                       |
| Onder 18 (1.)                         | 25 mei 2011                           | Verenigde Staten – Nederland          | 1 – 1                                 | Vierlandentoernooi Portugal '11       |                                       |
| Onder 18 (2.)                         | 26 mei 2011                           | Nederland – Finland                   | 5 – 0                                 | Vierlandentoernooi Portugal '11       | 35'                                   |
| Onder 18 (3.)                         | 28 mei 2011                           | Portugal – Nederland                  | 3 – 0                                 | Vierlandentoernooi Portugal '11       |                                       |
| Onder 19 (1.)                         | 1 september 2011                      | Nederland – Engeland                  | 0 – 0                                 | Vriendschappelijk                     |                                       |
| Onder 19 (2.)                         | 4 september 2011                      | Duitsland – Nederland                 | 2 – 2                                 | Vriendschappelijk                     |                                       |
| Onder 19 (3.)                         | 6 oktober 2011                        | Nederland – België                    | 3 – 0                                 | Vriendschappelijk                     |                                       |
| Onder 19 (4.)                         | 10 november 2011                      | Nederland – Moldavië                  | 3 – 0                                 | EK-kwalificatie '12                   |                                       |
| Onder 19 (5.)                         | 12 november 2011                      | Nederland – Finland                   | 2 – 0                                 | EK-kwalificatie '12                   |                                       |
| Onder 19 (6.)                         | 29 februari 2012                      | Zwitserland – Nederland               | 0 – 3                                 | Vriendschappelijk                     |                                       |
| Onder 19 (7.)                         | 25 mei 2012                           | Nederland – Noorwegen                 | 2 – 1                                 | EK-kwalificatie '12                   |                                       |
| Onder 19 (8.)                         | 27 mei 2012                           | Tsjechië – Nederland                  | 0 – 3                                 | EK-kwalificatie '12                   |                                       |
| Onder 19 (9.)                         | 30 mei 2012                           | Nederland – Frankrijk                 | 0 – 6                                 | EK-kwalificatie '12                   |                                       |

Jong Oranje
Op 2 augustus 2013 werd bekendgemaakt dat bondscoach Albert Stuivenberg Sporkslede had opgeroepen voor de 32 koppige voorselectie van Jong Oranje. Dit was de eerste keer dat Sporkslede deel uitmaakte van een selectie van Jong Oranje. Op 9 augustus 2013 werd bekendgemaakt dat Sporkslede ook tot de definitieve selectie van 22 spelers behoorde. Vervolgens maakte hij op 14 augustus 2013 in een vriendschappelijke wedstrijd tegen Jong Tsjechië zijn debuut voor Jong Oranje. Hij verving in de 66e minuut Kevin Jansen.
| Interlands van Fabian Sporkslede Jong Oranje | Interlands van Fabian Sporkslede Jong Oranje | Interlands van Fabian Sporkslede Jong Oranje | Interlands van Fabian Sporkslede Jong Oranje | Interlands van Fabian Sporkslede Jong Oranje | Interlands van Fabian Sporkslede Jong Oranje |
| №                                            | Datum                                        | Wedstrijd                                    | Uitslag                                      | Soort Wedstrijd                              | Doelpunten                                   |
| Als speler bij Ajax                          | Als speler bij Ajax                          | Als speler bij Ajax                          | Als speler bij Ajax                          | Als speler bij Ajax                          | Als speler bij Ajax                          |
| -------------------------------------------- | -------------------------------------------- | -------------------------------------------- | -------------------------------------------- | -------------------------------------------- | -------------------------------------------- |
| 1.                                           | 14 augustus 2013                             | Tsjechië – Nederland                         | 1 – 0                                        | Vriendschappelijk                            |                                              |
| 2.                                           | 5 september 2013                             | Nederland – Schotland                        | 4 – 0                                        | EK-kwalificatie 2015                         |                                              |

## Erelijst
Ajax
| Nationaal  |    |      |
| Eredivisie | 1x | 2013 |